# Hermann Bröring
Hermann Bröring (* 18. August 1945 in Rhede (Ems)) ist ein ehemaliger deutscher Verwaltungsbeamter und niedersächsischer Kommunalpolitiker (CDU).

## Werdegang
Hermann Bröring studierte Theologie an der Philosophisch-Theologischen Hochschule Sankt Georgen in Frankfurt am Main und Wirtschaftswissenschaften an der Universität zu Köln. Er schloss als Diplom-Volkswirt ab. Von 1971 an war er Dozent am Sozialinstitut Kommende Dortmund, ab 1973 lehrte er im Ludwig-Windthorst-Haus in Lingen-Holthausen. Mit der Ernennung seines Direktors Werner Remmers zum niedersächsischen Kultusminister ging Bröring 1976 als dessen persönlicher Referent und Leiter des Ministerbüros nach Hannover.
1979 wechselte er in die Verwaltung des Landkreises Emsland. Er war zunächst Abteilungsleiter für Raumordnung, danach Dezernent für die Bereiche Schule/Kultur und Naturschutz/Raumordnung. 1984 wurde er zum stellvertretenden Oberstadtdirektor und Stadtkämmerer von Lingen (Ems) gewählt. 1990 folgte die Wahl zum Kreisdirektor des Landkreises Emsland, 1991 die zum Oberkreisdirektor. Bei der Kommunalwahl am 9. September 2001 wurde er als Kandidat der CDU mit 72,7 Prozent der Stimmen zum ersten hauptamtlichen Landrat des Landkreises Emsland gewählt und 2006 mit 74,2 Prozent der Stimmen im Amt bestätigt. Während seiner Amtszeit setzte er sich unter anderem für den vorzeitigen Lückenschluss der Autobahn A 31 und die Gedenkstätte Esterwegen ein.
Am 28. Oktober 2011 wurde Bröring zum Ehrenlandrat des Landkreises Emsland ernannt, am 31. Oktober 2011 endete seine aktive politische Laufbahn.
Bröring war von 1995 bis 2022 Präsident der Emsländischen Landschaft und ebenfalls von 1995 bis 2022 Vorsitzender des Emsländischen Heimatbundes. Zudem war er bis 2016 Präsident der Johann-Alexander-Wisniewsky-Stiftung.

## Ehrungen
- 2022: Landschaftsmedaille der Emsländischen Landschaft
- 2022: Ernennung zum Ehrenpräsidenten der Emsländischen Landschaft
- 2022: Ernennung zum Ehrenvorsitzenden des Emsländischen Heimatbundes
- 2012: Niedersächsische Landesmedaille
- 2012: Ernennung zum Ehrenmitglied des Wirtschaftsverbandes Emsland
- 2011: Ernennung zum Ehrenlandrat des Landkreises Emsland
- 2010: Goldene Sparkassenmedaille
- 2010: Ehrenabzeichen für besondere Verdienste um die Wojewodschaft Ermland-Masuren
- 2009: Preis der Bauindustrie Niedersachsen-Bremen
- 2007: Emsland-Medaille des Landkreises Emsland